# Acanthonema
Genre
Acanthonema est un genre de plantes à fleurs de la famille des Gesneriaceae.
Selon Plants of the World Online, c'est un synonyme de Streptocarpus.

## Liste d'espèces
Selon Catalogue of Life (11 août 2017) :
- Acanthonema diandrum (Engler) B.L. Burtt
- Acanthonema strigosum Hook. f.

Selon ITIS (11 août 2017) :
- Acanthonema diandrum (Engler) B.L. Burtt
- Acanthonema strigosum Hook. f.

Selon The Plant List (11 août 2017) :
- Acanthonema diandrum (Engl.) B.L.Burtt
- Acanthonema strigosum Hook.f.

Selon Paleobiology Database (11 août 2017) :
- Acanthonema holopiforme
- Acanthonema laxa
- Acanthonema newberryi

Selon Tropicos (11 août 2017) (Attention liste brute contenant possiblement des synonymes) :
- Acanthonema diandrum B.L. Burtt
- Acanthonema strigosum Hook. f.

Selon World Register of Marine Species (11 août 2017) :
- Camontagnea hirsuta (Wollaston) Woelkerling & Womersley, 1994
- Camontagnea oxyclada (Montagne) Pujals, 1981